# بتا گاوران
بتا گاوران یک ستاره است که در صورت فلکی گاوران قرار دارد.